# 乔·比尼恩
乔·比尼恩（英語：Joe Binion，1961年3月26日—），美国NBA联盟职业篮球运动员。他在1984年的NBA选秀中第3轮第10顺位被圣安东尼奥马刺选中。